# Habitatge a la carretera de Sentmenat, 102-106 (Castellar del Vallès)
L'Habitatge a la carretera Sentmenat 102-106, també conegut com a Cases Comas o Cal Palurdo, és un edifici històric de Castellar del Vallès (Vallès Occidental) de titularitat privada situat entre els números 102 i 108 de la carretera de Sentmenat. En l'actualitat l'edifici es troba dins de l'inventari del patrimoni històric, arquitectònic i ambiental de Castellar del Vallès i és considerat un Bé Cultural d'Interès Local.

## Característiques
El conjunt de cases unifamiliars entre mitgeres de Castellar del Vallès presenta les característiques típiques de l'arquitectura burgesa de principis de segle i amb tots els elements de l'estil de l'època. Es tracta d'un grup de tres habitatges de la mateixa estructura amb planta baixa i un pis. Tenen dues obertures per planta. Presenta la incorporació d'elements d'ornamentació i de decoració inscrits a les façanes. Les obertures del pis superior presenten decoració floral, en relleu, típica del sentit plàstic del moment, inscrit en el bell mig de la part superior del vano. En els balcons s'aprecia també la presència de motius florals a les reixes i en la part de sota distribuïdes simètricament a sobre de les obertures del pis inferior, en forma de petites mènsules formades per uns conjunts de fulles en relleu que volen representar elements de suport. El conjunt arquitectònic presenta un sentit d'unitat i de coherència.
El tractament unitari del conjunt arquitectònic dona una aparença d'edifici únic. Cada habitatge disposa de façana amb vistes i accés al carrer, amb planta baixa amb portal i finestra ampitadora. La primera planta presenta dues balconeres amb una balconada correguda. Sota les finestres dels baixos es disposen els respiralls de ventilació del soterrani en forma el·líptica. el fris de remat amb respiralls, amb arrebossat mitant carreus de pedra, que ressegueixen amb línies circulars la part inferior dels respiralls. La Cornisa combina trams horitzontals i trams sobre les obertures conformant formes vegetals.
A la zona central l'acroteri assoleix dimensions especials amb l'escut i les inicials del promotor de les obres. Les finestres i portes dels baixos, presenten llindes remarcades amb decoració sobre referències de caràcter vegetal, especialment fulles i flors. La decoració també presenta fusteries de fusta amb els portals de línies ondulades molt treballades, balconeres a la primera planta amb motllura resseguint brancals i llinda i amb decoració vegetal sobre la llinda. La façana lateral presenta un sòcol de línies sinuoses amb cos afegit al principal que assoleixen l’alineació del carrer de Santiago Rusiñol amb finestra central i gran finestral compost de tres finestres separades per pilars. Panys decorats amb sanefa, on segueix la decoració de caràcter vegetal que emmarca el finestral i que conforma un fris.
El cos principal presenta una composició simètrica amb dues finestres a les golfes, en arc de mig punt. Tot el frontó de la coberta és remarcat per un fris amb arrebossat imitant carreus i cornisa de línies sinuoses. L'edifici es troba referenciat amb un escut central i amb l’any de construcció decorat amb elements vegetals i també remat central superior.

## Història
La història de Can Comes s'inicia, segons la documentació familiar, quan Pau Comas Rius fa construir el 1908 les tres cases de la Carretera de Sentmenat, tal com consta als que s'aproven aquell any. El 1909, però, Pau Comas Rius mor i deixant en herència al seu fill Vicenç Comas Prims les tres cases i sent el darrer promotor. Els altres dos fills de Pau Comas, en Salvador i la Maria reben la part proporcional de l'herència que els pertoca.
La família Comas Prims sempre han viscut a la casa número 102, la casa que fa cantó tot i que, aquesta ha tingut diverses reformes com per exemple la cantonada de la casa que abans era un pati i un gran terrat. A començaments de 1910, Vicenç Comas es casa amb Carme Fàbrega Serra i, malgrat que és ell qui fa construir les cases fa que a la façana hi constin les inicials del seu pare, Pau Comas Rius, com a acte de reconeixement, malgrat ser-ne el propietari. Del matrimoni entre Vicenç Comas i Carme Fàbrega neixen tres fill, la Maria, en Josep i la Carme qui serà la que heretarà a la mort de Vicenç. Vicenç Comas industrial reconegut, construeix a la part final del pati de la casa número 102 una cotxera que s'utilitza com a seu de la indústria familiar. El taller és un petit edifici de formes irregulars que tenia la seva entrada pel carrer del Racó, en l’actualitat carrer de Santiago Rusiñol, on hi havia tres telers on es produïen betes i unes quinze màquines per a la fabricació de cordó i cordes de cotó, també anomenat fil de piano, un fil de cotó de 5mm de gruix. Tota la producció de l'empresa familiar servia per proveir a l'empresa Viuda Josep Tolrà.
Una de les anècdotes de l'edifici succeeix durant la primavera de l’any 1952. A la població de Castellar del Vallès, i sempre al vespre, als volts de mitjanit, se sentien uns sorolls estranys, com uns sospirs, miols o plors als edificis de la carretera de Sentmenat. La rumorologia, va provocar que tot el poble es congregués a la carretera, a la cruïlla i a la plaça dels Enamorats per escoltar aquells sons que ningú sabia què eren. Les teories foren múltiples, incloen que els sorolls provenien del fantasma de Cal Palurdo, tot i que entre els habitants de la casa s'apuntava que era el pare de la minyona que acabava de perdre la seva mare, mentre que el pare assegurava que era l’ànima de la seva esposa que el cridava. Amb el temps, però, es va poder identificar l'estrany so que se sentia era una òliba que estava ficada en un respirador de la casa. L'edifici també ha estat molt lligat a les institucions religioses de la vila. A començaments dels anys seixanta del segle xx, Vicens Comas Prims era el mestre dels Portants del Sant Crist, una organització vinculada a la Parròquia de Sant Esteve de Castellar i que per Setmana Santa participaven en les diferents processons de Via Crucis que es realitzaven a la població.